# Vlag van Heumen

Vlag van de gemeente Heumen

Vlag van de gemeente uit 13 maart 1963

De vlag van Heumen is sinds 29 oktober 1981 de gemeentelijke vlag van de Gelderse gemeente Heumen. De vlag kan als volgt worden omschreven:
Blauw, met een hoogte-lengteverhouding van 2:3; de broeking beladen met een gele kromstaf; de vlucht geblokt van 3 x 3 stukken van blauw en geel, met op de eerste twee blauwe stukken, gerekend vanaf de broeking, een gele lelie.
De kleuren, de kromstaf en de lelies zijn afkomstig van het gemeentewapen.

## Eerdere vlag
Op 13 maart 1963 werd een eerdere vlag aangenomen die als volgt kan worden omschreven:
Geschaakt van blauw en geel van 7 x 5 stukken, hier overheen aan de broeking over de lengte van 1 stuk 2 x 8 blokken van zwart en wit, waarvan de hoogte zich verhoudt tot de lengte als 2:1.
De kleuren zijn ontleend aan die van het gemeentewapen.

## Verwante afbeeldingen

Wapen van Heumen

Aalten ·
Apeldoorn ·
Arnhem ·
Barneveld ·
Berg en Dal ·
Berkelland ·
Beuningen ·
Bronckhorst ·
Brummen ·
Buren ·
Culemborg ·
Doesburg ·
Doetinchem ·
Druten ·
Duiven ·
Ede ·
Elburg ·
Epe ·
Ermelo ·
Harderwijk ·
Hattem ·
Heerde ·
Heumen ·
Lingewaard ·
Lochem ·
Maasdriel ·
Montferland ·
Neder-Betuwe ·
Nijkerk ·
Nijmegen ·
Nunspeet ·
Oldebroek ·
Oost Gelre ·
Oude IJsselstreek ·
Overbetuwe ·
Putten ·
Renkum ·
Rheden ·
Rozendaal ·
Scherpenzeel ·
Tiel ·
Voorst ·
Wageningen ·
West Betuwe ·
West Maas en Waal ·
Westervoort ·
Wijchen ·
Winterswijk ·
Zaltbommel ·
Zevenaar ·
Zutphen